# Führer-Begleit-Divisie
De Führer-Begleit-Divisie was een Duitse eenheid van de Wehrmacht in de Tweede Wereldoorlog. Voortkomend uit de Führer-Begleit-Brigade, werd de divisie ingezet aan het oostfront in de laatste maanden van de oorlog.

## Krijgsgeschiedenis
De Führer-Begleit-Divisie ontstond op 26 januari 1945 bij Cottbus door uitbouw van de Führer-Begleit-Brigade. In februari 1945 werd in Pommeren deelgenomen aan Operatie Sonnenwende als onderdeel van het III (Germaanse) SS Pantserkorps. Al na enkele dagen kwam deze aanval tot staan. Vervolgens werd de divisie overgebracht naar de Weichsel en daarna naar de omgeving van Lauban als onderdeel van het 57e Pantserkorps, waarna begin maart 1945 deze stad werd heroverd op het Rode Leger. Vervolgens vocht de divisie rond Ratibor en Troppau. Toen het Rode Leger op 16 april 1945 startte met zijn Berlijnse Strategische Offensieve Operatie, raakte de divisie als snel in de Sprembergpocket en vervolgens in de Kauschepocket.

### Einde
De Führer-Begleit-Divisie werd vernietigd (met de rest van de divisie) bij Kausche in de omsingeling daar op 22 april 1945.

## Samenstelling
- Panzer-Grenadier-Regiment 100, vanaf april 1945 omgedoopt in Führer-Panzergrenadier-Regiment 1
- Panzerregiment 102, vanaf april 1945 omgedoopt in Führer-Panzerregiment 1
- Sturmgeschütz-Brigade 200 (Feld), vanaf februari 1945 omgedoopt in Panzerjäger-Abteilung 673
- Panzer Späh Kompanie 102
- Panzer-Artillerie-Regiment 120, vanaf april 1945 omgedoopt in Führer- Panzerartillerie-Regiment 1
- Divisie-eenheden met nummer 124

## Bovenliggende bevelslagen
| Legerkorps                      | Leger              | Legergroep            | Plaats/regio     | Begin            | Eind             |
| ------------------------------- | ------------------ | --------------------- | ---------------- | ---------------- | ---------------- |
| Korpsgruppe Munzel              | 11. SS-Panzerarmee | Heeresgruppe Weichsel | Pommeren         | 12 februari 1945 | februari 1945    |
| III (Germaanse) SS Pantserkorps | 11. SS-Panzerarmee | Heeresgruppe Weichsel | Arnswalde        | februari 1945    | 21 februari 1945 |
| 57e Pantserkorps                | 17. Armee          | Heeresgruppe Mitte    | Lauban           | begin maart 1945 | medio maart 1945 |
| ??                              | 1. Panzerarmee     | Heeresgruppe Mitte    | Ratibor, Troppau | 24 maart 1945    | 4 april 1945     |
| --                              | direct onder bevel | Heeresgruppe Mitte    | Spremberg        | begin april 1945 |                  |
| direct onder bevel              | 4. Panzerarmee     | Heeresgruppe Mitte    | Spremberg        | medio april 1945 | 22 april 1945    |

## Commandanten

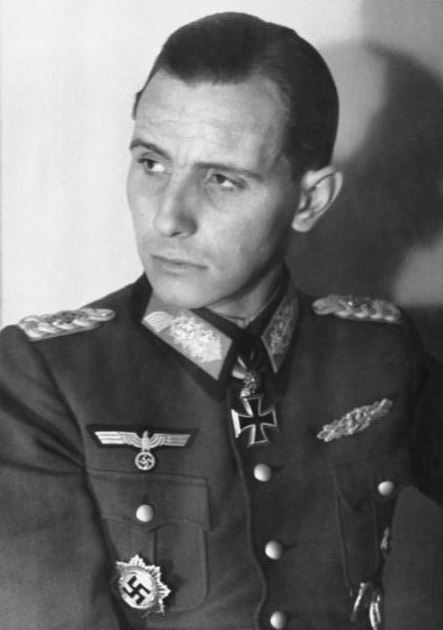
Otto Remer in 1945

| Rang                                      | Naam             | Begin           | Eind          |
| ----------------------------------------- | ---------------- | --------------- | ------------- |
| Oberst Generalmajor vanaf 30 januari 1945 | Otto Ernst Remer | 26 januari 1945 | 22 april 1945 |